# Neolaparus tabidus
Neolaparus tabidus är en tvåvingeart som först beskrevs av Friedrich Hermann Loew 1851.  Neolaparus tabidus ingår i släktet Neolaparus och familjen rovflugor. Inga underarter finns listade i Catalogue of Life.